# Christoph Dietrich von Bose (1628–1708)
Christoph Dietrich von Bose starszy (ur. 16 września 1628 w Unterfrankleben, zm. 1 września 1708 w Mölbis) – królewsko-polski i elektorsko-saski rzeczywisty tajny radca.
W 1646 rozpoczął karierę wojskową. Służył w armiach brandenburskiej oraz francuskiej, w której osiągnął stopień kapitana. W 1654 powrócił do Elektoratu Saksonii, w którym rozpoczął służbę na dworze w Dreźnie. W 1671 został szambelanem. W 1692 uzyskał stanowisko rzeczywistego tajnego radcy, które utrzymał także na dworze króla Polski Augusta II Mocnego.
Jego synem był Christoph Dietrich von Bose młodszy.